# 马西尼萨
马西尼萨（前240年或前238年—前148年）是努米底亚的首任国王。最初为努米底亚马西利亚部落的首领，在第二次布匿战争早期曾作为迦太基的盟友出征伊比利亚，后因婚约问题反叛到罗马，作为罗马的盟友，在扎马之战中帮助大西庇阿击败汉尼拔，随后统一努米底亚。他的孙子是在朱古达战争中和马略交手的朱古达。

## 早年
马西尼萨生于公元前240年或前238年左右，其人相貌英俊，身强体壮。是努米底亚马西利亚人的王子，但他在迦太基长大，并在迦太基接受教育。起初，迦太基将军哈斯德鲁巴·吉斯戈决定将女儿索福尼斯巴许配给他，马西尼萨随即跟从哈斯德鲁巴到伊比利亚去和罗马人作战。但努米底亚的另一个国王西法克斯看上了索福尼斯巴，而西法克斯在努米底亚的势力最大。为了防止西法克斯加入罗马人的阵营，迦太基人背着哈斯德鲁巴和马西尼萨将索福尼斯巴嫁于西法克斯。
此时，还在伊比利亚的马西尼萨知道后极为愤怒，暗中和罗马将军大西庇阿接触，准备投入罗马人的阵营。恰好这时马西尼萨的父亲離世，他动身回家处理事物，哈斯德鲁巴在得知马西尼萨要回去后，便派遣一隊骑兵护送他，下令这隊骑兵伺机击杀马西萨尼。但计谋未付诸实行，马西尼萨便逃脱了。

## 对抗迦太基
逃回家乡的马西尼萨组织了一支2万人的騎兵隊。马西尼萨基于努米底亚人的生活习惯，通过一次又一次的打猎与掠劫，日夜训练他的军队，准备报复迦太基和西法克斯。西法克斯和迦太基不甘坐以待毙，出兵攻打马西尼萨，面对人数众多的敌军，马西萨尼通过灵活且冒險的游击战和敌人周旋，有次他差点被捕获，但最后成功逃脱。他的军队几乎没有辎重，军资来自掠劫。就这样，马西尼萨和他的属下不断骚扰迦太基，以此到达和迦太基对抗的目的。

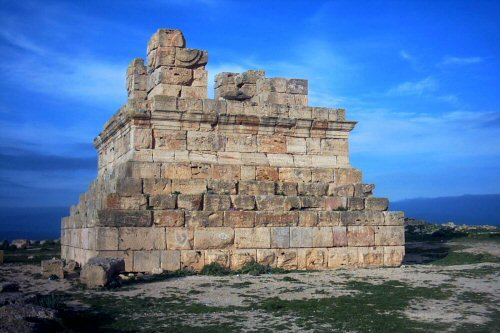
马西萨尼之墓

## 扎马之战
前204年大西庇阿率军渡海前往非洲，开始入侵迦太基本土。前202年10月19日，大西庇阿和汉尼拔在迦太基城与乌提卡之间的札马平原上开战，史称“扎马会战”，马西尼萨出兵相助，派遣他的骑兵加入会战。而西法克斯亦率军加入汉尼拔。在战斗中，马西尼萨自己曾一度和汉尼拔本人交手，但两人均未伤到对手。他的骑兵部队也付出了极大的伤亡。是役，大西庇阿击败汉尼拔。第二次布匿战争以迦太基的失败而告终。哈斯德鲁巴之女也被俘获，但在大西庇阿的劝说下，马西尼萨毒死了她。

## 统一努米底亚
第二次布匿战争结束后，马西尼萨不断蚕食迦太基的领土，并且率兵统一努米底亚。在马西尼萨执政期间，努米底亚成为地中海地区的强国。公元前148年马西尼萨去世，他的在世嫡子米奇普撒就成了唯一的统治者，因为他的兄弟玛斯塔那巴尔和古鲁撒都已经病死了。之后，經过一連串的权力斗争，玛斯塔那巴尔的的庶子朱古达又成为国王。由此引发的朱古达战争，导致了努米底亚王国的灭亡。